# Moldes (Arouca)
Moldes é uma freguesia portuguesa do Município de Arouca com 28,01 km² de área e com uma densidade populacional de 40,2 hab./km².
É uma freguesia contígua à vila de Arouca, sede do Município de Arouca, situada, em termos estruturais, num vale: o vale de Moldes, do rio de Moldes. O acesso directo à freguesia de Moldes faz-se, pela parte sul do vale de Arouca, percorrendo a EN 326 (variante), pelas localidades de Santo Aleixo e de Penso até ao lugar da Portela, em Moldes, que é a porta de acesso ao vale de Moldes.   
Moldes é conhecida por ter um grupo de danças e cantares tradicionais muito relevante, que é também uma das associações mais representativas do município: o Conjunto Etnográfico de Moldes de Danças e Corais Arouquenses , bem como conhecida pela qualidade da sua gastronomia  .

## Demografia
A população registada nos censos foi:
| Distribuição da População por Grupos Etários | Distribuição da População por Grupos Etários | Distribuição da População por Grupos Etários | Distribuição da População por Grupos Etários | Distribuição da População por Grupos Etários |
| -------------------------------------------- | -------------------------------------------- | -------------------------------------------- | -------------------------------------------- | -------------------------------------------- |
| Ano                                          | 0-14 Anos                                    | 15-24 Anos                                   | 25-64 Anos                                   | > 65 Anos                                    |
| 2001                                         | 272                                          | 280                                          | 699                                          | 226                                          |
| 2011                                         | 192                                          | 156                                          | 682                                          | 227                                          |
| 2021                                         | 125                                          | 124                                          | 601                                          | 276                                          |

## Património
- Alto da Senhora da Mó com capela
- Viveiros da Granja
- Coto do Boi
- Trecho do rio Paivó
- Igreja de São Estêvão (matriz)
- Capelas da Senhora da Guia e de Santa Catarina
- Casa setecentista perto da igreja
- Cruzeiros a caminho da igreja e na estrada da Senhora da Mó
- Portão setecentista no lugar de Paços
- Moinhos de água
- Baloiço de Moldes [11]
- Quinta do Couço [12]

## Associativismo[13]
- Conjunto Etnográfico de Moldes de Danças e Corais Arouquenses [14]
- Centro Cultural e Recreativo de Moldes
- Clube de Caça e Pesca de Moldes
- Associação dos Amigos da Cultura e do Desporto de Ponte de Telhe
- Vale do Viso – Associação pelo Ambiente, Desporto e Cultura de Celadinha
- Motard Clube Estrada Viva [15]
- Escola de Música da Paróquia de Santo Estêvão de Moldes (Fábrica da Igreja)
- Associação de Pais e Encarregados de Educação de Ponte de Telhe
- Associação de Pais das Escolas de Fuste, Bustelo e Paços

## Personalidades e Famílias Ilustres
- Arnaldo de Pinho
- Fernando Miranda (político) - antigo Vice-Presidente da Câmara Municipal de Matosinhos e dirigente do Conjunto Etnográfico de Moldes e meio-irmão do fundador da SONAE[16]
- Família nobre 'do Valle Quaresma', da Casa de Paços - Lugar de Paços, descrita por Pinho Leal, na obra 'Portugal Antigo e Moderno'.

## Gastronomia
- Restaurante do Pedrogão [17]
- Restaurante Casa do Campo [18]
- Restaurante e Café Portela [19]
- Restaurante Quinta da Carvalha Velha [20]

## Transportes
Os transportes públicos, durante alguns dias da semana, são assegurados pela Transdev.

## Acessibilidades
O acesso directo à freguesia de Moldes faz-se, pela parte sul do vale de Arouca, percorrendo a EN 326 (variante), pelas localidades de Santo Aleixo e de Penso até ao lugar da Portela de Moldes.   